# Валли-Спрингс (Арканзас)
Валли-Спрингс (англ. Valley Springs, Arkansas) — город, расположенный в округе Бун (штат Арканзас, США) с населением в 167 человек по статистическим данным переписи 2000 года.

## География
По данным Бюро переписи населения США город Валли-Спрингс имеет общую площадь в 1,29 квадратных километров, водных ресурсов в черте населённого пункта не имеется.
Город Валли-Спрингс расположен на высоте 331 метр над уровнем моря.

## Демография
По данным переписи населения 2000 года в Валли-Спрингсе проживало 167 человек, 52 семьи, насчитывалось 66 домашних хозяйств и 73 жилых дома. Средняя плотность населения составляла около 139 человек на один квадратный километр. Расовый состав Валли-Спрингса по данным переписи распределился следующим образом: 95,21 % белых, 1,20 % — коренных американцев, 1,20 % — азиатов, 0,60 % — выходцев с тихоокеанских островов, 1,20 % — представителей смешанных рас, 0,60 % — других народностей. Испаноговорящие составили 0,60 % от всех жителей города.
Из 66 домашних хозяйств в 34,8 % — воспитывали детей в возрасте до 18 лет, 63,6 % представляли собой совместно проживающие супружеские пары, в 13,6 % семей женщины проживали без мужей, 21,2 % не имели семей. 16,7 % от общего числа семей на момент переписи жили самостоятельно, при этом 6,1 % составили одинокие пожилые люди в возрасте 65 лет и старше. Средний размер домашнего хозяйства составил 2,53 человек, а средний размер семьи — 2,85 человек.
Население города по возрастному диапазону по данным переписи 2000 года распределилось следующим образом: 28,7 % — жители младше 18 лет, 5,4 % — между 18 и 24 годами, 29,3 % — от 25 до 44 лет, 25,7 % — от 45 до 64 лет и 10,8 % — в возрасте 65 лет и старше. Средний возраст жителей составил 36 лет. На каждые 100 женщин в Валли-Спрингсе приходилось 85,6 мужчин, при этом на каждые сто женщин 18 лет и старше приходилось 83,1 мужчин также старше 18 лет.
Средний доход на одно домашнее хозяйство в городе составил 27 143 доллара США, а средний доход на одну семью — 27 321 доллар. При этом мужчины имели средний доход в 16 136 долларов США в год против 17 708 долларов среднегодового дохода у женщин. Доход на душу населения в городе составил 11 614 долларов в год. 17,6 % от всего числа семей в округе и 18,0 % от всей численности населения находилось на момент переписи населения за чертой бедности, при этом 24,4 % из них были моложе 18 лет и 10,5 % — в возрасте 65 лет и старше.